# 维尔德林区布伦
维尔德林区布伦是奥地利下奥地利州霍恩县的一个市镇。总面积32.03平方公里，总人口848人，人口密度26.5人/平方公里（2005年）。